# Zé Vitor (calciatore 1991)
José Vitor Rodrigues Ribeiro da Silva, meglio noto come Zé Vitor (São José do Rio Preto, 23 settembre 1991), è un ex calciatore brasiliano, di ruolo centrocampista.

## Carriera

### Club
Ha esordito nel 2010 con la prima squadra del San Paolo, dove ha collezionato 14 presenze, e nel 2011 si è trasferito in prestito allo Slovan Bratislava.